# Gustav Weder
Gustav Weder (Diepoldsau, 2 augustus 1961) is een Zwitsers voormalig bobsleepiloot. Weder behaalde tijdens de Olympische Winterspelen 1988 de vierde plaats in de tweemansbob. Vanaf 1989 veroverde Weder zes jaar lang zowel een medaille in de tweemansbob als de viermansbob tijdens de wereldkampioenschappen en de Olympische Winterspelen. Weder won drie wereldtitels in de viermansbob en één in de tweemansbob. Weder won zowel in 1992 als in 1994 de olympische gouden medaille in de tweemansbob en was hiermee de eerste piloot die zijn olympische titel in de tweemansbob met succes verdedigde. Weder won zowel het wereldbekerklassement in de tweemansbob als de viermansbob eenmaal.

## Resultaten
- Olympische Winterspelen 1988 in Calgary 4e in de tweemansbob
- Wereldkampioenschappen bobsleeën 1989 in Cortina d'Ampezzo  in de tweemansbob
- Wereldkampioenschappen bobsleeën 1989 in Cortina d'Ampezzo  in de viermansbob
- Wereldkampioenschappen bobsleeën 1990 in Sankt Moritz  in de tweemansbob
- Wereldkampioenschappen bobsleeën 1990 in Sankt Moritz  in de viermansbob
- Wereldkampioenschappen bobsleeën 1991 in Altenberg  in de tweemansbob
- Wereldkampioenschappen bobsleeën 1991 in Altenberg  in de viermansbob
- Olympische Winterspelen 1992 in Albertville  in de tweemansbob
- Olympische Winterspelen 1992 in Albertville  in de viermansbob
- Wereldkampioenschappen bobsleeën 1993 in Igls  in de tweemansbob
- Wereldkampioenschappen bobsleeën 1993 in Igls  in de viermansbob
- Olympische Winterspelen 1994 in Lillehammer  in de tweemansbob
- Olympische Winterspelen 1994 in Lillehammer  in de viermansbob

1932: Hubert Stevens / Curtis Stevens ·
1936: Ivan Brown / Alan Washbond ·
1948: Felix Endrich / Friedrich Waller ·
1952: Andreas Ostler / Lorenz Nieberl ·
1956: Lamberto Dalla Costa / Giacomo Conti ·
1964: Anthony Nash / Robin Dixon ·
1968: Eugenio Monti / Luciano De Paolis ·
1972: Wolfgang Zimmerer / Peter Utzschneider ·
1976: Meinhard Nehmer / Bernhard Germeshausen ·
1980: Erich Schärer / Josef Benz ·
1984: Wolfgang Hoppe / Dietmar Schauerhammer ·
1988: Jānis Ķipurs / Vladimir Kozlov ·
1992: Gustav Weder / Donat Acklin ·
1994: Gustav Weder / Donat Acklin ·
1998: Günther Huber / Antonio Tartaglia en Pierre Lueders / David MacEachern ·
2002: Christoph Langen / Markus Zimmermann ·
2006: André Lange / Kevin Kuske ·
2010: André Lange / Kevin Kuske ·
2014: Beat Hefti / Alex Baumann ·
2018: Francesco Friedrich / Thorsten Margis en Justin Kripps / Alexander Kopacz ·
2022: Francesco Friedrich / Thorsten Margis
- Gemeinsame Normdatei: 119208776
- International Standard Name Identifier: 0000 0000 2011 0873
- Virtual International Authority File: 311067494